# Schmiedeberg (Erzgebirge)
Schmiedeberg este o comună din landul Saxonia, Germania.